# Ormosia moravica
Ormosia moravica är en tvåvingeart som beskrevs av Jaroslav Stary 1969. Ormosia moravica ingår i släktet Ormosia och familjen småharkrankar. Inga underarter finns listade i Catalogue of Life.